# Daniellia oblonga
Daniellia oblonga é uma espécie vegetal da família Fabaceae.
Pode ser encontrada nos seguintes países: Benin, Camarões, Guiné Equatorial e Nigéria.
Está ameaçada por perda de habitat.